# Mark Rober
Mark B. Rober, född 11 mars 1980 i Orange County i Kalifornien, är en amerikansk youtuber, ingenjör och uppfinnare. Han är mest känd för sina populärvetenskapliga videor på YouTube och gör-det-själv-prylar. Rober har tidigare varit ingenjör på NASA och arbetade med Curiosity. Han har också arbetat på Apple innan han bestämde sig för att arbeta med Youtube på heltid. Tillsammans med MrBeast, är han en av skaparna av välgörenhetskampanjerna TeamTrees och TeamSeas.

## Personligt liv
Rober är gift med Lisa Rober. Han talar för medvetenhet om autism eftersom hans son har det.